# Trimma yanoi
Trimma yanoi és una espècie de peix de la família dels gòbids i de l'ordre dels perciformes.

## Morfologia
- Els mascles poden assolir 2,2 cm de longitud total i les femelles 2,11.
- Nombre de vèrtebres: 26.[3]

## Hàbitat
És un peix marí de clima temperat que viu fins als 10 m de fondària.

## Distribució geogràfica
Es troba a les Illes Ryukyu.